# Robert James Shuttleworth
Robert James Shuttleworth  (* 1810 in Dawlish, Devonshire; † 18. April 1874 in Hyères) war ein britischer Botaniker und Malakologe. Sein offizielles botanisches Autorenkürzel lautet „Shuttlew.“

## Leben
Shuttleworth kam aus wohlhabendem Haus, ging in Genf zur Schule, wo auch unter dem Einfluss des Botanikers Nicolas Charles Seringe sein Interesse für Pflanzen begann, die er in der Umgebung von Genf studierte. 1828 besuchte er Deutschland, unter anderem Weimar, wo er Johann Wolfgang von Goethe traf, Frankfurt und Heidelberg. Danach ging er wieder zu seiner Familie in die Schweiz nach Solothurn und sammelte im Schweizer Jura. 1830 bis 1832 studierte er Medizin in Edinburgh. Während dieser Zeit half er im Hospital bei einer Choleraepidemie aus und war auf dem Gut seines Stiefbruders in Irland während der Hungersnöte 1831/32. Außerdem sammelte er Pflanzen in den Highlands. 1833 wurde er Hauptmann in der britischen Armee, ging aber bald darauf wieder in die Schweiz, wo er heiratete und sich in Bern niederließ. Aus der Ehe gingen ein Sohn und eine früh verstorbene Tochter hervor.
In Bern sammelte er weiter Pflanzen in der Umgebung und erforschte Süßwasser-Algen mit dem Mikroskop, zum Beispiel das Blutschnee-Phänomen, über das er 1840 veröffentlichte. Er erwarb 1835 das Herbarium von Joseph August Schultes und befreundete sich in den 1840er Jahren mit dem Naturforscher  Johann von Charpentier, durch den er zum Sammeln von Conchylien angeregt wurde. Shuttleworth bezahlte Kollegen zum Sammeln nach Korsika, auf den Kanaren und in Puerto Rico, Nord- und Südamerika. Er selbst sammelte in den Sommermonaten in Südfrankreich, wo er mit Edmont Huet und anderen zusammenarbeitete (Huet veröffentlichte 1889 einen Katalog dieses Herbariums). Nach dem frühen Tod seines Sohns 1866 gab er die Wissenschaft auf und zog nach Hyères.
Sein umfangreiches Herbarium gelangte an das Natural History Museum, seine Conchylien-Sammlung an das Naturkundemuseum in Bern. Von ihm gibt es einige Abhandlungen zur Botanik und  Malakologie.
1856 wurde er Fellow der Linnean Society of London und er war 1836 Gründungsmitglied der Botanical Society of Edinburgh. Er war Ehrendoktor der Universität Basel.

## Ehrung
Carl Meissner beschrieb 1846 zu Ehren Shuttleworth die Pflanzengattung Shuttleworthia aus der Familie der Verbenaceae, welche heute als Synonym für die Gattung Glandularia angesehen wird. Der Rohrkolben Typha shuttleworthii ist nach Shuttleworth als seinem Entdecker benannt.